# Robert Frucht
Robert Wertheimer Frucht o Roberto Frucht (Brno, 9 agosto 1906 – 26 giugno 1997) è stato un matematico tedesco naturalizzato cileno.
È noto per il grafo di Frucht ed il teorema di Frucht.

## Biografia
Nato a Brno, si trasferì con la famiglia a Berlino nel 1908. Nel 1924 entrò all'università di Berlino, dove conobbe Issai Schur che lo indirizzò alla teoria dei gruppi. Dopo aver svolto il lavoro di attuario a Trieste, nel 1938 lascia l'Italia a causa delle leggi razziali fasciste. Si sposta prima in Argentina e poi in Cile.